# Andrzej Malinowski
Andrzej Malinowski (né en 1947 à Varsovie) est un artiste franco-polonais, peintre, illustrateur, affichiste et directeur artistique.

## Biographie
Dans sa jeunesse, Andrzej Malinowski s'est inspiré des œuvres de Vermeer et de Rembrandt. En 1973, il a obtenu son diplôme de l'Académie des beaux-arts de Varsovie, dans le département d'illustration. Après avoir obtenu son diplôme, il a déménagé à Paris, où il continue de vivre et de créer. En 1982, il a obtenu la citoyenneté française.
Pendant la période initiale de son séjour en France, Malinowski s'est investi dans la direction artistique, créant des présentations audiovisuelles, des programmes télévisés, des graphismes, des illustrations et des affiches. Pendant ce temps, il a remporté des concours dans le domaine des affiches et des illustrations. En 1977, il a reçu le Premier Prix pour l'affiche du film L'Exorciste au Festival du film de Deauville, comme le rapporte notamment le journal Le Parisien.
Andrzej Malinowski a collaboré avec les réalisateurs de cinéma les plus renommés. Parmi eux :
- Andrei Tarkovsky (Nostalghia, 1983),
- Jerzy Skolimowski (Le Succès à tout prix, 1984),
- Andrzej Wajda (Les Possédés, 1988),
- Luc Besson (Le Grand Bleu, 1988),
- Paolo et Vittorio Taviani (Le Soleil même la nuit, 1989),
- Kenneth Branagh (Henry V, 1989),
- Bernardo Bertolucci (Un thé au Sahara, 1990),
- Jean-Jacques Beineix (IP5, 1992, Mortel Transfert, 2001).

L'artiste a acquis une reconnaissance internationale pour l'affiche du film Le Grand Bleu, réalisé par Luc Besson, pour laquelle Malinowski a été nommé aux César en 1989 par l'Académie des arts et techniques du cinéma,.
Andrzej Malinowski a été président de différentes organisations artistiques françaises, notamment à la tête du jury du concours « Le plus beau dessin pour le Planétarium » à Paris. Dans les années 1980, il a créé des couvertures et des graphismes pour le magazine français L'Express et le journal Le Monde.
Il a été à la tête du jury du Concours national de l'affiche de cinéma du groupe français Caisse d'Épargne. De 1983 à 1986, il a été vice-président de l'Union des illustrateurs français.
Depuis 1986, Malinowski est membre du jury du concours le plus important du cinéma français, les César.
Malinowski était le Président du Jury du Festival de l'image cinématographique de Chalon-sur-Saône en 1989 et 1990. Il était responsable de la direction artistique et des illustrations de deux programmes intitulés Franchir Espace en 1989 (diffusés au "Planétarium 360°" à Paris), commandés par le Ministère de la Culture français.
Il était le directeur artistique du programme télévisé Ma ville me concerne. Il a été invité par la société médiatique Canal+ à préparer le programme Nulle part ailleurs (1990), diffusé en prime-time.
Il a collaboré avec le groupe artistique international Libellule. Il a participé à plusieurs reprises aux Salons parisiens (Art en Capital au Grand Palais). Depuis le début des années 90, Malinowski se consacre exclusivement à la peinture sur chevalet.

## Œuvre en tant que peintre et héritage
Les principales caractéristiques des peintures de Malinowski sont la chorégraphie du caractère unique, l'expression subtile, la composition rare, le jeu de lumière et d'ombre, ainsi que la richesse des couleurs. Un motif fréquent est la figure d'une femme. Dans ses œuvres, l'artiste fait également référence à son identité polonaise.
De novembre 2008 à mars 2009, les œuvres de Malinowski ont été exposées au Musée National Louis Senelecq – Centre Lartique. Il s'agissait d'une exposition individuelle intitulée Silences, présentant soixante œuvres de l'artiste. L'exposition a été couverte dans des publications telles que le magazine francophone Azart – Le Magazine International de La Peinture.
Les peintures de Malinowski sont présentées dans des galeries à Paris, aux États-Unis, en Argentine et au Japon. Les œuvres de l'artiste se trouvent dans des galeries prestigieuses telles que les Galeries Bartoux et Marciano Contemporary sur les Champs-Élysées. Sa première exposition individuelle en Pologne (intitulée Retours) a eu lieu en 2022 à la Maison d'Art Adam Rajzer Rzeszów.
En 2005, le travail de Malinowski a été décrit par le critique français Thierry Sznytka dans les pages du magazine Arts – Actualités Magazine. En 2008, Valère-Marie Marchand a également écrit sur la peinture de Malinowski dans le même magazine. Des articles sur Malinowski ont également été publiés dans Artistes en Direct (un magazine pour les illustrateurs de premier plan) et Salon Artistique,.
Reconnu par le magazine trimestriel Artysta i Sztuka pour son "approche artistique non-conformiste et audacieuse" et sa "technique intense et stimulante", Malinowski est reconnu à la fois comme un peintre qui a atteint un "succès mondial" et comme un affichiste qui a collaboré avec des réalisateurs de haut niveau (Tarkovsky, Bertolucci, Besson, entre autres).

« La nostalgie a une influence significative sur le travail de l'artiste. Tout ce qui nous entoure depuis notre enfance, les souvenirs non seulement des beaux moments mais aussi des douloureux, façonne notre personnalité. »

— Malinowski, entretien pour le magazine trimestriel Artysta i Sztuka.

## Récompenses
- 1977, Festival du Film de Deauville – Premier Prix pour l'affiche du film L'Exorciste[3]
- 3 Premiers Prix Marker d'Argent – Trophée Mecanorma[6]
- Affiche Amnesty International[6]
- Invité d'honneur JCA – Japon[6]
- Grand Prix Martini[6]
- 1995, 46e Le Salon de L'Artistique – Prix du Public[14]